# Sommer-Paralympics 2004/Leichtathletik/400 m
Die Ergebnisliste der 400-Meter-Läufe bei den Sommer-Paralympics 2004 in Athen

## Männer

### T11
| Platz | Land | Athlet       |
| ----- | ---- | ------------ |
| 1     | ANG  | Jose Armando |
| 2     | ESP  | Luis Bullido |
| 3     | FRA  | Aladji Ba    |

### T12
| Platz | Land | Athlet               |
| ----- | ---- | -------------------- |
| 1     | NGR  | Adekundo A. Adesoji  |
| 2     | CHN  | Yansong Li           |
| 3     | BLR  | Aliaksandr Kuzmichou |

### T13
| Platz | Land | Athlet         |
| ----- | ---- | -------------- |
| 1     | USA  | Royal Mitchell |
| 2     | IRL  | Conal McNamara |
| 3     | POR  | Jose Alves     |

### T36
| Platz | Land | Athlet            |
| ----- | ---- | ----------------- |
| 1     | RUS  | Artem Arefyev     |
| 2     | HKG  | Wa Wai So         |
| 3     | POL  | Marcin Mielczarek |

### T37
| Platz | Land | Athlet          |
| ----- | ---- | --------------- |
| 1     | UKR  | Oleksandr Driha |
| 2     | CHN  | Chen Yang       |
| 3     | UAE  | Ali Al Ansari   |

### T38
| Platz | Land | Athlet         |
| ----- | ---- | -------------- |
| 1     | AUS  | Tim Sullivan   |
| 2     | RSA  | Malcom Pringle |
| 3     | GBR  | Stephen Payton |

### T44
| Platz | Land | Athlet        |
| ----- | ---- | ------------- |
| 1     | USA  | Danny Andrews |
| 2     | AUS  | Neil Fuller   |
| 3     | USA  | Ryan Fann     |

### T46
| Platz | Land | Athlet        |
| ----- | ---- | ------------- |
| 1     | BRA  | Antonio Souza |
| 2     | AUS  | Heath Francis |
| 3     | CHN  | Faqi Wu       |

### T52
| Platz | Land | Athlet               |
| ----- | ---- | -------------------- |
| 1     | JPN  | Toshihiro Takada     |
| 2     | CAN  | Andre Beaudoin       |
| 3     | AUT  | Thomas Geierspichler |

### T53
| Platz | Land | Athlet         |
| ----- | ---- | -------------- |
| 1     | KUW  | Hamad Aladwani |
| 2     | KOR  | Suk Man Hong   |
| 3     | USA  | Joshua George  |

### T54
| Platz | Land | Athlet            |
| ----- | ---- | ----------------- |
| 1     | NED  | Kenny van Weeghel |
| 2     | JPN  | Choke Yasuoka     |
| 3     | CAN  | Jeff Adams        |

## Frauen

### T12
| Platz | Land | Athlet                |
| ----- | ---- | --------------------- |
| 1     | FRA  | Assia El Hannouni     |
| 2     | BRA  | Adria Santos          |
| 3     | BRA  | Terezinha Guilhermina |

### T13
| Platz | Land | Athlet           |
| ----- | ---- | ---------------- |
| 1     | RUS  | Olga Semenova    |
| 2     | GRE  | Anthi Karagianni |
| 3     | RSA  | Ilse Hayes       |

### T38
| Platz | Land | Athlet         |
| ----- | ---- | -------------- |
| 1     | AUS  | Katrina Webb   |
| 2     | CHN  | Fang Wang      |
| 3     | UKR  | Inna Dyachenko |

### T46
| Platz | Land | Athlet           |
| ----- | ---- | ---------------- |
| 1     | BOT  | Tshotlego Morama |
| 2     | POL  | Anna Szymul      |
| 3     | POL  | Alicja Fiodorow  |

### T52
| Platz | Land | Athlet         |
| ----- | ---- | -------------- |
| 1     | CAN  | Lisa Franks    |
| 2     | MEX  | Lucia Sosa     |
| 3     | MEX  | Leticia Torres |

### T53
| Platz | Land | Athlet               |
| ----- | ---- | -------------------- |
| 1     | GBR  | Tanni Grey-Thompson  |
| 2     | SWE  | Madelene Nordlund    |
| 3     | ITA  | Francesca Porcellato |

### T54
| Platz | Land | Athlet             |
| ----- | ---- | ------------------ |
| 1     | CAN  | Chantal Petitclerc |
| 2     | AUS  | Louise Sauvage     |
| 3     | CAN  | Diane Roy          |